# Liste der Biografien/Sha
Liste der Biografien |
Portal Biografien |
Personensuche
# |
A |
B |
C |
D |
E |
F |
G |
H |
I |
J |
K |
L |
M |
N |
O |
P |
Q |
R |
S |
T |
U |
V |
W |
X |
Y |
Z |
?
 
Sa |
Sb |
Sc |
Sd |
Se |
Sf |
Sg |
Sh |
Si |
Sj |
Sk |
Sl |
Sm |
Sn |
So |
Sp |
Sq |
Sr |
Ss |
St |
Su |
Sv |
Sw |
Sy |
Sz
 
Sha |
Shc |
She |
Shh |
Shi |
Shk |
Shl |
Shm |
Shn |
Sho |
Shp |
Shr |
Sht |
Shu |
Shv |
Shw |
Shy
 
Shaa |
Shab |
Shac |
Shad |
Shae |
Shaf |
Shag |
Shah |
Shai |
Shaj |
Shak |
Shal |
Sham |
Shan |
Shao |
Shap |
Shaq |
Shar |
Shas |
Shat |
Shau |
Shav |
Shaw |
Shax |
Shay |
Shaz
Die Liste der Biografien führt alle Personen auf, die in der deutschsprachigen Wikipedia einen Artikel haben. Dieses ist eine Teilliste mit 6 Einträgen von Personen, deren Namen mit den Buchstaben „Sha“ beginnt.

## Sha
- Sha (* 1983), Schweizer Jazzmusiker (Saxophone, Klarinetten, Komposition)
- Sha Money XL (* 1976), US-amerikanischer Produzent
- Sha, Zhigang (* 1956), chinesischer Heiler, Arzt, Autor, Lehrer, Komponist und PhilanthropSha Zhigang (* 1956)

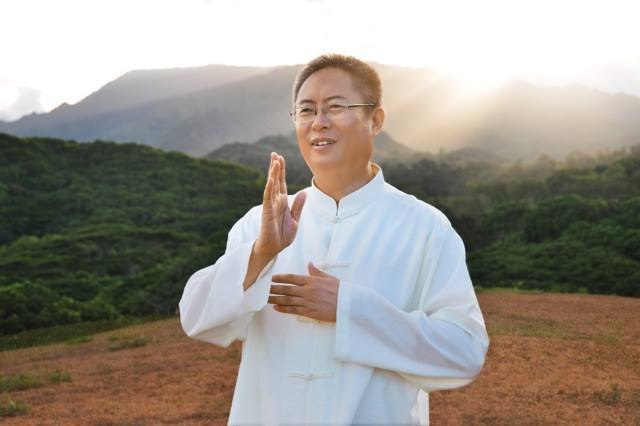
Sha Zhigang (* 1956)

- Sha, Zukang (* 1947), chinesischer Diplomat
- Sha-Karl, deutscher Rapper
- sha. (* 1972), österreichischer Künstler